# Antepipona paralastoroides
Antepipona paralastoroides är en stekelart som beskrevs av Giordani Soika 1985. Antepipona paralastoroides ingår i släktet Antepipona och familjen Eumenidae. Inga underarter finns listade i Catalogue of Life.